# Симфония № 1 (Малер)
«Симфония № 1 ре мажор» — сочинение австрийского композитора Густава Малера, в первой редакции законченное в 1888 году, впервые исполненное под управлением автора в 1889-м и существенно переработанное в 1894 году. Не принятая современниками, симфония спустя полвека после смерти автора стала самым исполняемым из его сочинений.

## История создания
Попытки написать симфонию Малер предпринимал ещё в свой венский период, но эти опыты, как и многие другие сочинения студенческих лет, были им уничтожены. Замысел первой завершённой симфонии предположительно относится ко времени работы Малера в Королевском театре Касселя — к 1884—1885 годам, то есть к тому же времени, когда родились «Песни странствующего подмастерья», навеянные любовью к певице Йоханне Рихтер. Основная часть работы, во всяком случае, пришлась на первые месяцы 1888 года, когда Малер был вторым дирижёром Нового театра в Лейпциге. В период работы — летом и осенью 1887 года — над незавершённой оперой К. М. Вебера «Три Пинто» Малер был частым гостем в доме внука композитора, Карла фон Вебера; его жена, Марион, мать четверых детей, стала новой безнадёжной любовью Малера; и снова любовь пробудила в нём творческую энергию. Симфония рождалась, по словам самого композитора, «неудержимо, как горный поток», словно вдруг «открылись все шлюзы». В марте 1896 года Малер писал композитору и музыкальному критику Максу Маршальку: «…Мне хочется, чтобы Вы подчеркнули, что симфония родилась из любовного эпизода; он лежит в её основе или, вернее, он предшествовал ей в эмоциональной жизни её создателя. Но внешнее событие послужило лишь поводом и не стало содержанием произведения».

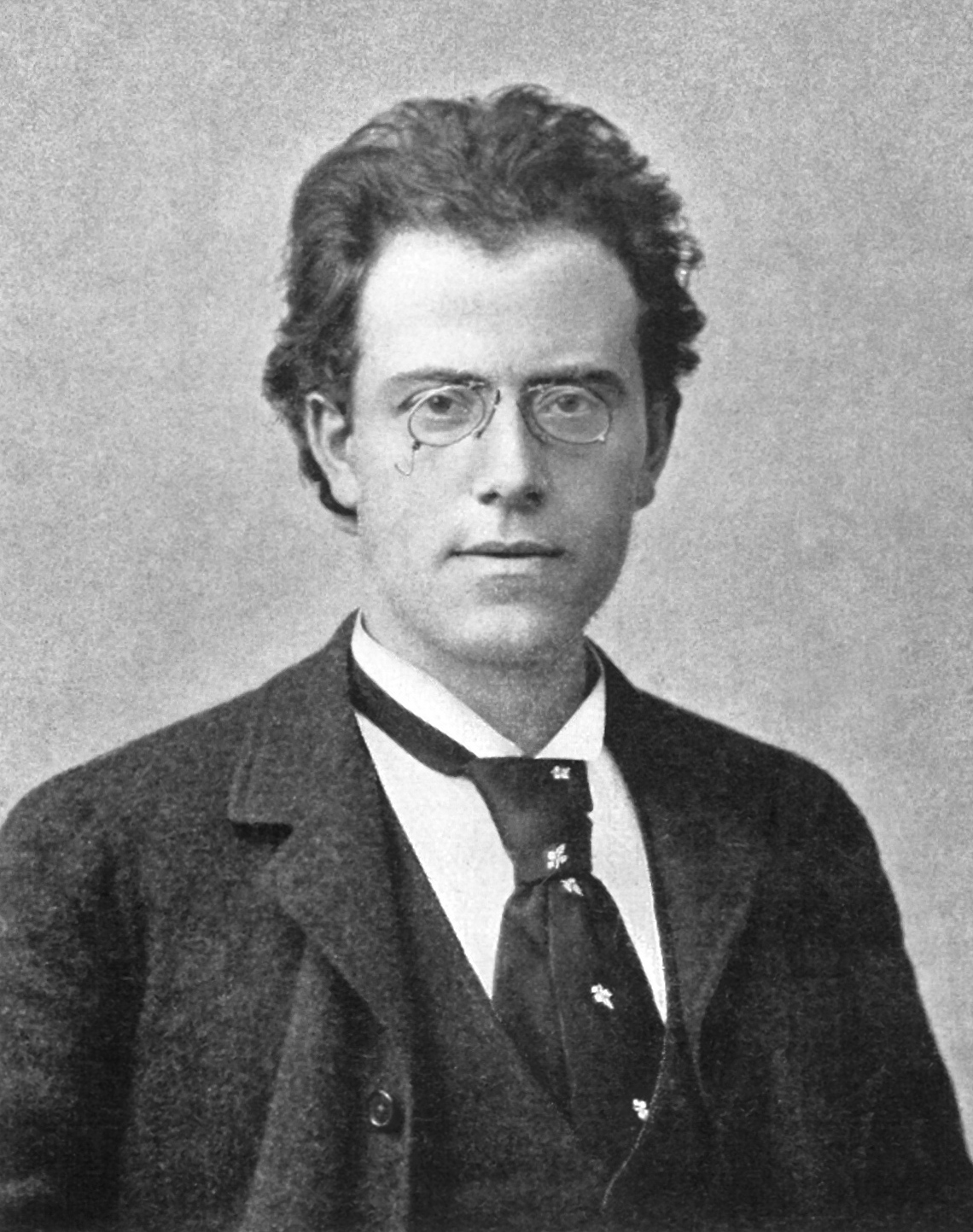
Густав Малер в 1892 году

Работа в театре оставляла Малеру мало времени для композиции, но 9 марта 1888 года умер император Вильгельм I, Германия погрузилась в траур, и театр на десять дней был закрыт, — что, собственно, и позволило композитору тогда же, в марте, закончить симфонию в первоначальной редакции.
Первая редакция фактически состояла из пяти частей: 1) Introduction и Allegro comodo, 2) Andante, 3) Scherzo, 4) A la pompes funèbres, 5) Molto appassionato, — объединённых Малером в две части, не имевшие собственных названий; в первую он включил Allegro, Andante и Scherzo, во вторую, соответственно, A la pompes funèbres и Molto appassionato. Не сразу композитор определил и жанр своего сочинения: первая редакция была исполнена в 1889 году в Будапеште под названием «Симфоническая поэма в двух частях» (нем. Symphonische Dichtung in zwei Teilen).

### Вторая редакция
Успеха первое исполнение не имело, даже у близких друзей Малера «Симфоническая поэма» вызвала недоумение, и позже у сочинения в целом и у отдельных его частей появились программные названия. «…В своё время, — писал Малер Маршальку, — друзья побудили меня, чтобы облегчить понимание Симфонии D-dur, снабдить её своего рода программой. Таким образом, я уже задним числом выдумал это название и объяснения». Он дал своему сочинению название «Титан» в честь знаменитого романа Жана Поля. Теперь это уже была симфония в двух разделах и пяти частях. Первый раздел получил название «Aus den Tagen der Jugend» («Из дней юности»), с подзаголовком вполне в стиле Жана Поля, «Цветы, плоды и шипы», а вошедшие в неё части — «Frühling und kein Ende» («Весна без конца»; Introduction и Allegro comodo), «Blumine» (Andante) и «Mit vollen Segeln» («На всех парусах»; Scherzo). Второй раздел Малер озаглавил «Commedia humana» («Человеческая комедия»); включённая в него четвёртая часть превратилась в «Totenmarsch in Callots Manier» («Траурный марш в манере Калло»; Малер имел в виду Жака Калло, непосредственно вдохновлённый «Фантазиями в манере Калло» Э. Т. А. Гофмана), а Molto appassionato — в «Dall' Inferno al Paradiso» («Из ада в рай»).
В октябре 1893 года в Гамбурге и, по свидетельству Бруно Вальтера, в 1894 году в Веймаре, на фестивале «Всеобщего немецкого музыкального союза», Малер исполнял это сочинение под названием «Титан: Поэма в форме симфонии» (нем. Titan, eine Tondichtung in Symphonie-form).

### Третья редакция
Как оказалось, заявленная программа не облегчила слушателям восприятие симфонии. В Гамбурге ей был оказан приём, чуть более тёплый, чем в Будапеште; на исполнение в Веймаре, как вспоминал Бруно Вальтер, вся музыкальная пресса откликнулась «воплем негодования».
После Веймара Малер удалил Andante («Blumine»), снял общее название произведения и заменил программные названия частей обозначениями темпов на немецком языке. Сделал это Малер, как он объяснял Маршальку, не только потому, что программные названия «не исчерпывающе и даже не очень точно характеризуют произведение, но и потому, что испытал сам, на каком ложном пути оказывается из-за них публика». 16 марта 1896 года в Берлине — в авторском концерте, вместе с «Песнями странствующего подмастерья» и первой частью Второй симфонии, — сочинение было исполнено как Симфония ре мажор в 4 частях.
В 1898 году партитура симфонии была опубликована в Вене издательством Йозефа Вайнбергера. Малер продолжал дорабатывать симфонию вплоть до 1906 года, — её научно выверенное издание было выпущено Международным обществом Густава Малера, в редакции Эрвина Раца, в 1967 году.

## Программа
Хотя Малер в письме Маршальку открестился от программного названия симфонии, программа у неё все-таки была; Малер вообще считал, что, начиная по крайней мере с Л. ван Бетховена «нет такой новой музыки, которая не имела бы внутренней программы». Связав своё сочинение с романом Жана Поля «Титан», композитор действительно ввёл слушателей в заблуждение: никакой сюжетной близости между симфонией и романом нет, и герой Малера — далеко не титан. Между тем в симфонии воплотился круг идей, сложившихся у Малера под влиянием романтиков и особенно их предшественника — Жана Поля, его любимого писателя в те годы; и связь с «Титаном» — с его пантеизмом, стремлением к слиянию с природой — в сочинении Малера действительно присутствует. Малеру был близок и любимый герой Жана Поля — наивный и непосредственный юноша, идеалист и мечтатель, болезненно переживающий столкновения с реальной жизнью. В юные годы он даже изъяснялся в своих письмах языком героев Жана Поля.

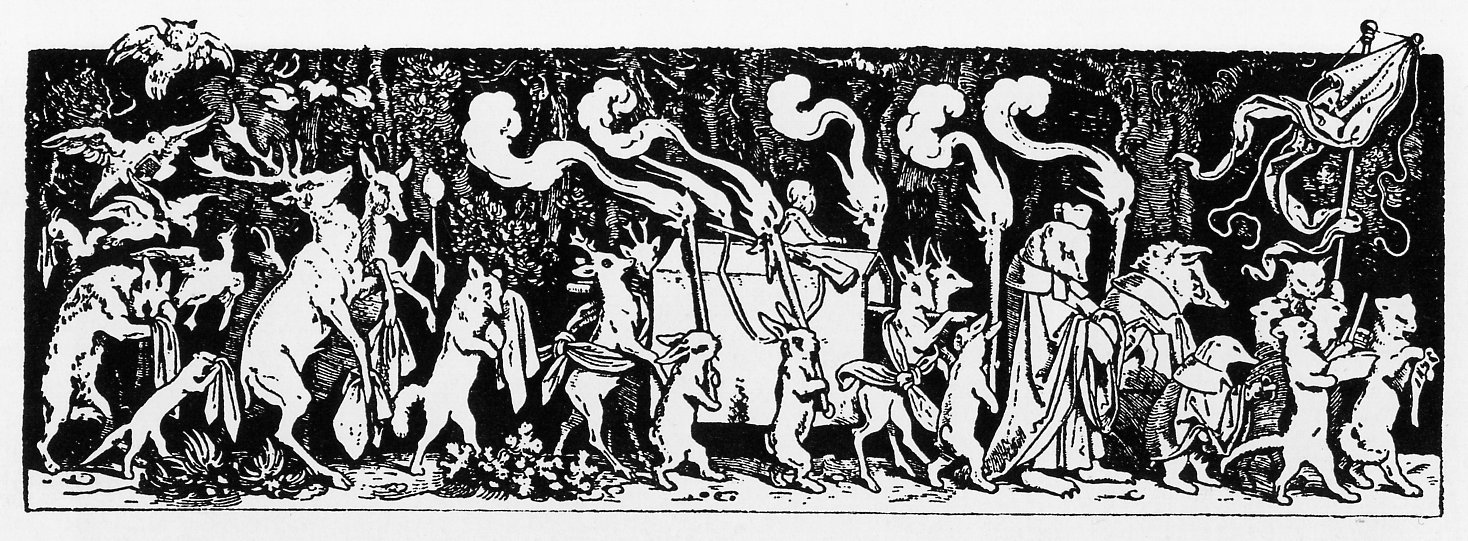
М. фон Швинд, «Как звери охотника хоронили» (гравюра на дереве)

У симфонии есть «сюжет»: типичный романтический конфликт героя с окружающей пошлостью и лицемерием. Чувствуя себя частицей пробуждающейся природы, юный герой устремляется к людям; пережив в их обществе тяжелейшее разочарование — воплотившееся у Малера в третьей части, в гротескном траурном марше, — он возвращается к природе и вновь обретает себя. «…С третьей частью (marcia funebre), — писал Малер Маршальку, — дело обстоит так, что я, действительно, получил толчок к её созданию извне, от известной детской картинки („Похороны охотника“). Но в этом месте симфонии безразлично, что именно изображено: важно только общее настроение, которое должно быть выражено и из которого потом внезапно, как молния из тёмных туч, вырывается четвёртая часть. Эта последняя часть — просто крик раненного в самую глубину сердца, крик, которому предшествует жуткое, ироническое, гнетущее уныние траурного марша».

## Музыка
По свидетельству Н. Бауэр-Лехнер, сам Малер говорил, что его первые четыре симфонии образуют законченную тетралогию; он писал Маршальку о том, что Вторая симфония «прямо примыкает» к Первой, и в частности, по поводу первой части Второй симфонии: «Я назвал первую часть „Тризна“, и, если Вы хотите знать, в ней я хороню именно героя моей D-dur’ной симфонии, жизнь которого я созерцаю теперь с высоты и как бы отраженной в чистом зеркале». Тем не менее некоторые исследователи, в том числе И. И. Соллертинский, считают, что Первая симфония стоит особняком и является скорее прологом ко всей симфонической эпопее Малера, указывая на следующие обстоятельства: Первая симфония — чисто инструментальная, в то время как в следующих трёх Малер обращается к слову и, соответственно, к вокалу; Первая симфония опирается на материал «Песен странствующего подмастерья», Вторая, Третья и Четвёртая тематически связаны с вокальным циклом «Волшебный рог мальчика». Инна Барсова считает эти отличия скорее внешними.
Как бы то ни было, для всех очевидна связь Первой симфонии с самым романтическим сочинением Малера — «Песнями странствующего подмастерья». Она не только в использовании тематического материала — песни «Шёл я нынче утром через поле» (нем. Ging heut' morgens übers Feld) в первой части симфонии и заключительной песни цикла «Голубые глаза моего сокровища» (нем. Die zwei blauen Augen von meinem Schatz) в её третьей части; у этих сочинений и сюжеты схожи: «странствующий подмастерье, настигнутый злой судьбой, выходит в широкий мир и бредёт, куда глаза глядят» — так Малер описал содержание своего вокального цикла.
Первая часть, нем. Langsam, Schleppend. Wie ein Naturlaut — Im Anfang sehr gemächlich («Медленно, растянуто. Как звучание природы. В начале очень спокойно»), начинается в тональности ре мажор, заканчивается в ре миноре. Вступление к этой части — утреннее пробуждение природы: фанфары охотничьего рога, голоса птиц, иные звуки, рождающиеся из предрассветной тишины, сливаются в нарастающий гул. «…Мерцающий, звенящий фон, на котором возникают пятна-звуки, — пишет И. Барсова, — были поистине гениальной находкой для создания образа природы». Первая часть симфонии построена на теме песни «Шёл я нынче утром через поле», но, поскольку исследователи всегда находили сходство между «Песнями странствующего подмастерья» и песенными циклами Франца Шуберта («Прекрасная мельничиха» и «Зимний путь»), у Малера эта тема, в которой присутствуют и наивность, и пасторальность, от шубертовской отличается радостью движения. «Героическая идиллия» первой части заставляет вспомнить и Антона Брукнера, которому «песенный» симфонизм Шуберта был не менее близок, чем Малеру. Темп в репризе меняется на нем. schnell bis zum Schluss («быстро до конца»).
Вторая часть, нем. Kräftig bewegt, doch nicht zu schnell («Энергично и живо, но не слишком быстро»), — скерцо, написанное в ля мажоре. «Юноша идёт по свету, став уже сильнее, грубее, жизнеспособнее» — так сам композитор определял характер этой части.
Здесь Малер создаёт образ народа, а народность для него — синоним душевного здоровья. Наивность и жизнелюбие соседствуют в этой части с грубоватой шуткой, звучащий в скерцо лендлер, напористый, местами диковатый (имеется авторская ремарка: «Wild») деревенский танец, вызывает в памяти крестьянские праздники на полотнах Питера Брейгеля Старшего. В главной теме скерцо нетрудно расслышать мотив песни «Ганс и Грета», написанной Малером ещё в 1880 году, — как будто герой этой песни, «дурень Ганс», пришёл на деревенский праздник и, набуянив вдоволь, удалился, «хлопнув дверью» в заключительном аккорде репризы. Тема лендлера, инструментованная без тромбонов и труб, преобразуется в танец совершенно иного характера — изящный и вкрадчивый.
В скерцо конфликт с действительностью ещё отсутствует — он завязывается в третьей части.
Третья часть, нем. Feierlich und gemessen, ohne zu schleppen («Торжественно и размеренно, не растягивая»), написана в тональности ре минор и представляет собой пародийный траурный марш, призванный воссоздать в музыке стихию лжи и лицемерия. Старинная лубочная картинка, пишет И. Барсова, превратилась у Малера в общезначимый символ «человеческой комедии»: «В Первой симфонии лучи, идущие от народного мироощущения, скрестились с лучами трагической иронии современного художника-мыслителя, создав совершенно новый по тому времени аспект трагического, в котором столкнулись цинично-шутовское поругание идеалов и скорбь наблюдающего это поругание созерцателя». Студенческий канон «Братец Мартин», проведённый Малером в миноре и в ритме траурного марша, вдруг прерывается откровенно глумливым клезмерским танцевальным напевом с утрированным цыганским надрывом. Как бы невзначай прорвавшееся кабацкое веселье вновь сменяется лицемерно печальным траурным маршем. Но посреди этого карнавала возникает идиллия: использованная в средней части тема коды песни «Голубые глаза моего сокровища» звучит как грустное воспоминание о романтических мечтах на лоне природы.
В конце 1909 года Малер писал Бруно Вальтеру из Нью-Йорка, где работал в то время: «Позавчера я исполнял мою Первую! Кажется, без особенного резонанса. Я же, наоборот, остался доволен детищем моей юности. […] Места, подобные траурному маршу и буре, которая разражается следом за ним, кажутся мне страстным обвинением творцу. И в каждом новом моём сочинении (по крайней мере до известного периода) снова раздаётся тот же крик: „…Не отец вселенной ты, а …царь“».
Финал, нем. Stürmisch bewegt («Бурно»); в этой части, написанной в сонатной форме, с небольшим вступлением, фа минор трансформируется в ре мажор — тональность, в которой начинается первая часть. Финал — драматический центр симфонии; «крик раненного в самую глубину сердца», по Малеру, «разряд молнии среди гнетущей духоты», по И. Барсовой (что также не противоречит комментариям самого композитора), становится в заключительной части началом борьбы, полной страстного напряжения, заставляющей вспомнить скорее Г. Берлиоза и Ф. Листа, нежели Р. Вагнера и А. Брукнера, которым Малер поклонялся в свой венский период. Разрешается эта борьба величественным звучанием темы природы: в единении с ней обретает герой Малера душевную гармонию.

## Состав исполнителей
Партитура симфонии предполагает расширенный состав большого симфонического оркестра, помимо обычной группы струнных, 4 флейты, 2 флейты-пикколо, 4 гобоя, английский рожок, 3 кларнета, бас-кларнет, кларнет-пикколо, 3 фагота, контрафагот, 7 валторн, 4 трубы, 3 тромбона, тубу и группу ударных инструментов: литавры, треугольник, тарелки, большой барабан, тамтам.

## Дальнейшая судьба
Много лет спустя Бруно Вальтер вспоминал отклики на веймарское исполнение симфонии: «Судя по критическим отзывам, это произведение своей пустотой, банальностью и нагромождением несоразмерностей вызвало справедливое негодование; особенно раздраженно и насмешливо отзывались о „Траурном марше в манере Калло“. Помню, с каким волнением я проглатывал газетные отчеты об этом концерте; я восхищался неизвестным мне смелым автором такого странного траурного марша и страстно желал познакомиться с этим необыкновенным человеком и с его необыкновенным сочинением». Знакомство их вскоре состоялось, Бруно Вальтер стал преданным поклонником Малера, а Первая симфония — несколько десятилетий спустя — самым исполняемым сочинением композитора. Хотя долгое время, пишет А.-Л. де Ла Гранж, над ней словно висело какое-то проклятие: при жизни Малера симфония продолжала разочаровывать и шокировать даже ту аудиторию, которую он приучил к своему музыкальному языку. Лишь в 20—30-е годы она обрела относительную популярность, но главным образом благодаря своей умеренной (по сравнению с некоторыми другими симфониями) продолжительности и относительно скромному исполнительскому составу.
Первую запись симфонии, концертную, осуществил Бруно Вальтер — в 1939 году, с Симфоническим оркестром Нью-Йоркского радио (NBC). Ему же принадлежат третья, четвёртая и пятая записи (вторая — Дмитрису Митропулосу), в течение 1942—1961 годов Бруно Вальтер осуществил в общей сложности семь записей. Настоящая популярность к Первой симфонии пришла в конце 50-х годов: на 60-е приходится уже 28 записей и с каждым десятилетием их количество неуклонно росло. Всего же на 2014 год насчитывалось 273 записи (рекордное для сочинений Малера число), принадлежащие 166 дирижёрам; один только Леонард Бернстайн записал симфонию шесть раз.
В СССР первую запись симфонии, как и многих других симфоний Малера, осуществил Кирилл Кондрашин — в 1969 году, и вплоть до окончания советской эпохи она оставалась единственной: следующая датируется уже 1990 годом и принадлежит Владимиру Федосееву.